# Riom-Parsonz
Riom-Parsonz (toponimo romancio) è stato dal 1979 al 2015 un comune svizzero nel distretto dell'Albula (Canton Grigioni).

## Geografia fisica
Parsonz e Riom sono situati nella Val Sursette, sulla sponda sinistra del torrente Giulia. Il comune distava 38 km da Coira e 42 km da Sankt Moritz. Il punto più elevato del comune era la cima del Piz Forbesch (3 262 m s.l.m.), sul confine con Mulegns.

## Storia
Il comune, che si estendeva per 55,97 km², era stato istituito nel 1979 con la fusione dei comuni soppressi di Parsonz e Riom ed è stato soppresso il 31 dicembre 2015. Il 1º gennaio 2016 è stato accorpato agli altri comuni soppressi di Bivio, Cunter, Marmorera, Mulegns, Salouf, Savognin, Sur e Tinizong-Rona per formare il nuovo comune di Surses, nella regione Albula che ha sostituito il soppresso distretto dell'Albula cui apparteneva Riom-Parsonz.

## Società

### Evoluzione demografica
L'evoluzione demografica è riportata nella seguente tabella:
Abitanti censiti

## Infrastrutture e trasporti
La stazione ferroviaria più vicina è a Tiefencastel, a 10 km, mentre l'uscita autostradale di Thusis, sulla A13/E43, dista 22 km.